# Fanny Bornedal
Fanny Leander Bornedal (24 juli 2000) is een Deens actrice. Bornedal is dochter van filmregisseur, filmproducent en acteur Ole Bornedal.

## Carrière
Bornedal begon als jeugdactrice in 2007 met acteren in de film Kærlighed på film, waarna zij nog meerdere rollen speelde in films en televisieseries.

## Filmografie

### Films
Uitgezonderd korte films.
- 2023 Nattevagten - Dæmoner går i arv - als Emma
- 2023 Munch - als Linke Jørgensen
- 2021 Skyggen i mit øje - als Teresa
- 2018 Journal 64 - als Nete
- 2018 Den tid på året - als Maria
- 2009 Fri os fra det onde - als Viola
- 2007 Kærlighed på film - als Clara

### Televisieseries
Uitgezonderd eenmalige gastoptredens.
- 2025 Slave af Danmark - als Charlotte Schimmelmann - 4 afl.
- 2022-2023 Carmen Curlers - als Kathrine - 13 afl.
- 2022 Borgen - als Alba Winther - 4 afl.
- 2021 Rainbow - als Molly - 7 afl.
- 2021 Forhøret - als Sapphire - 2 afl.
- 2020 Equinox - als Amelia - 6 afl.
- 2020 Centrum - als Augusta - 2 afl.
- 2018 The Bridge - als Julia - 7 afl.
- 2016 Den anden verden - als Anna - 24 afl.
- 2014 1864 - als Inge Juel - 2 afl.